# Завханмандал
Завханмандал (монг. Завханмандал) — сомон аймака Завхан в западной части Монголии. Численность населения по данным 2010 года составила 932 человека.
Центр сомона — посёлок Нуга, расположенный в 167 километрах от административного центра аймака — города Улиастай и в 1350 километрах от столицы страны — Улан-Батора.

## География
Сомон расположен в западной части Монголии. Граничит с соседними сомонами Дурвелжин, Сантмаргац, Ургамал, Цэцэн-Уул и Эрдэнэхайрхан. По территории Завханмандала протекает река Хунгуй.

## Климат
Климат резко континентальный. Средняя температура января -25 градусов, июля +25 градусов, ежегодная норма осадков составляет 120-200 мм.

## Фауна
Животный мир Завханмандала представлен горными баранами, косулями, лисами, корсаками, волками, дикими кошками.

## Инфраструктура
В сомоне есть школа, больница, культурные, торгово-культурные центры.